# Rhamnous
Rhamnous (ook: Rhamnus, Grieks: Ῥαμνούς) was een Attische deme, gelegen in het noordoosten van Attica, op de kust tegenover het eiland Euboea, en ca. 10 km ten noorden van Marathon.
Het was een goed versterkte plaats, met een ringmuur uit de 4e eeuw. Op enige afstand landinwaarts lag een heiligdom voor Nemesis, met een in de tweede helft van de 5e eeuw v.Chr. gebouwde Dorische tempel, waarvoor de beeldhouwer Agoracritus het marmeren cultusbeeld vervaardigde. Een deel van het hoofd, en ook enkele zeer verminkte onderdelen van de reliëfs van het voetstuk zijn teruggevonden en bevinden zich nu in het British Museum te Londen.
 Portaal Oudheid · Athene · Geschiedenis van Griekenland · Geschiedenis van Athene